# Bellino Briganti-Bellini
Bellino Briganti-Bellini (Osimo, 8 novembre 1819 – Osimo, 12 novembre 1869) è stato un imprenditore e politico italiano.

## Biografia
È nato a Osimo da Camillo e Costanza Rotigni. Il doppio cognome era stato preso dal padre che era stato adottato dagli zii materni. 
Da giovane si interessò delle proprietà di famiglia aprendo una filanda e incoraggiando la lavorazione della canapa.
Già nel 1845 era entrato nelle attenzioni della polizia papalina ma fu salvato dal cardinale Giovanni Soglia Ceroni, che era vescovo di Osimo.
Nel 1848 fu sotto-tenente con i volontari di Osimo e combatté a Vicenza il 10 giugno agli ordini del generale Durando. Rientrato subito dopo in patria, grazie anche all'interessamento di Luigi Carlo Farini, che era suo amico, fu inviato da Giovanni Marchetti, che era il ministro degli esteri del governo Mamiani presso il quartier generale del re Carlo Alberto in qualità d’incaricato d’affari del governo pontificio.
Consapevole dell'esito della guerra austro-piemontese decise di ridurre i rapporti don il Piemonte, anche per evitare ritorsioni degli austriaci nei confronti dello Stato pontificio. Nel dicembre del 1848, alla nascita della Repubblica Romana, fu eletto all'Assemblea Costituente ad Ascoli ma rinunciò al mandato e si trasferì a Firenze.
Dopo l'annessione al Piemonte Briganti-Bellini partecipò alle elezioni del parlamento del nuovo regno e fu eletto nel collegio di Recanati alla VIII, IX e X legislatura.